# 洪幼樵
洪幼樵（1916年—1990年），曾化名劉志敬，廣東省揭陽縣人，廣州中山大學畢業，抗日軍政大學五分校高幹班，1933年參加共產主義青年團，1937年加入中國共產黨，曾任黨區委、縣書記、特委，蘇北漣東縣委組織部長。1946年奉華東局調派至台灣協助蔡孝乾成立台灣省工作委員會任宣傳部長，台中地區工作領導。1950年2月16日遭逮捕，1951年4月27日奉准自新，任保密局（中央情報局）匪情研究室研究員，退休後擔任文化大學中國大陸問題研究所教授。

## 生平
洪幼樵，1916年生，廣東省揭陽縣人，廣州中山大學畢業，抗日軍政大學五分校高幹班，1933年參加共產主義青年團，1937年普寧梅峰中學教師陳初民介紹加入中國共產黨，從事地下活動，曾任黨區委、縣書記、特委，領導青年運動，擔任廣東嶺東十縣市青年抗敵同志總會組織部長。1941年任蘇北漣東縣委組織部長，認識妻子許敏蘭，隔年兼任蘇北軍漣東總隊政治部主任，1945年任濱海縣委書記。
1946年華東局調派幹部林英傑、洪幼樵、張志忠等三人來臺，林英傑當時是鹽城市委書記與洪幼樵為抗大五分校同期，張志忠嘉義人具作戰經驗，共同協助蔡孝乾成立台灣省工作委會，洪幼樵任宣傳部長兼台中地區負責人，陳澤民為副書記及組織部長發展台南、高雄、屏東組織，張志忠任武裝部長領導海山、桃園與新竹。
1946年4月洪幼樵化名劉志敬抵台，到台南市北門區找王正南，王正南即李友邦將軍秘書潘華，由他介紹進入台南市北門初級中學任教。一個約月後，蔡孝乾來台，蔡孝乾在台北蘆洲地區透過舊台共的關係，認識台灣農民組合的成員，郭琇琮、簡吉、李媽兜等人加入，再透過李媽兜吸收陳福星加入，1946年陳福星擔任新豐農業學校校長，1946年至1947年前後將林英傑與洪幼樵妻子許敏蘭安排在該校任教。洪幼樵即轉至員林中學任教，與林英傑主持台灣省工作委員會台灣中部地區的發展工作。
洪幼樵兄長洪仲樵介紹劉特慎來台取得聯繫，在高雄屏東地區組織活動，洪幼樵與張志忠、陳澤民互相支援，1947年1月組織派張伯哲到台中與洪幼樵取得聯繫，並與老台共李喬松與其子李舜雨等人組成台灣省工作委員會台中市工作委員會，初由林英傑任書記，後林英傑前往台南任教，轉由唐海光接任，不久轉交洪幼樵主持，透過謝富吸收陳孟德成立台中大肚鄉支部，透過鍾浩東的關係1946年11月洪幼樵與張志忠到新竹黎明華恢復與組織關係。
1947年5月洪幼樵吸收施部生、呂煥章、李漢堂等，1948年由張志忠指導在台灣中部地區分別設立武裝基地，苗栗人曾永賢在洪幼樵監誓下加入組織，梁錚卿由謝漢光與組織取得聯繫成立直屬支部發展組織。
1948年6月，蔡孝乾率核心幹部十人（朱子慧、李武昌、李媽兜、計梅真、洪幼樵、唐海光、孫古平、郭琇琮、陳添福、張志忠）飛往香港，與臺盟及上海同鄉會代表們一同參加「華東局」幹部劉曉所主持的臺灣工作幹部會議，即「香港會議」。
1949年光明報事件導致省工委組織瓦解，1950年初蔡孝乾落網後洪幼樵成為省工委實際領導人，徐懋德、陳仲豪等人陸續撤離，1950年2月洪幼樵決定搭永平輪逃往香港，透過弟弟洪淑樵的同學陳定中代為辦理申請出境手續，在陳定中家中等候，洪幼樵在碼頭遭到谷正文誘捕。
據谷正文口述，當獲得蔡孝乾的情資得知洪幼樵將搭乘四川輪前往香港，當晚前往基隆港碼頭埋伏，因雨改變原本打算強力逮捕的計畫，他採取了戲劇化的誘捕行動，他冒著雨打著傘跑到洪幼樵旁邊拍拍洪的肩膀急切的說：「洪先生，多危險啊，你不知道國民黨特務很快就要來了。動作快，我的車在那邊。」於是，未等他反應就趕緊把洪幼樵拉到車上，雨水打在車窗上，發出聲響，車內的人都不說話，靜默中氣氛非常詭異，經過十分鐘左右洪幼樵按耐不住開口問：「你不是說國民黨特務就要來了嗎?怎麼過這麼久沒有動靜?」谷正文：「其實他們已經來了。」洪幼樵問：「在哪裡?」谷正文指指自己說：「就在這裡。」
落網後蔡孝乾、洪幼樵、陳澤民都接受當局安排以及吐實，而洪妻許敏蘭一度因洪幼樵等叛亂案遭判處死刑，由於當局預備吸收洪幼樵，參謀總長周至柔呈請總統特赦其妻，1951年4月27日奉准「自新」，任保密局（中央情報局）匪情研究室研究員，退休後擔任文化大學中國大陸問題研究所教授，1990年癌症病逝。